# Nakanojō
Nakanojō (jap. 中之条町 Nakanojō-machi) – miasto w Japonii, na wyspie Honsiu, w prefekturze Gunma. Według danych na rok 2020 miejscowość zamieszkiwało 15 386 mieszkańców , a gęstość zaludnienia wyniosła 35 os./km².